# Mingos

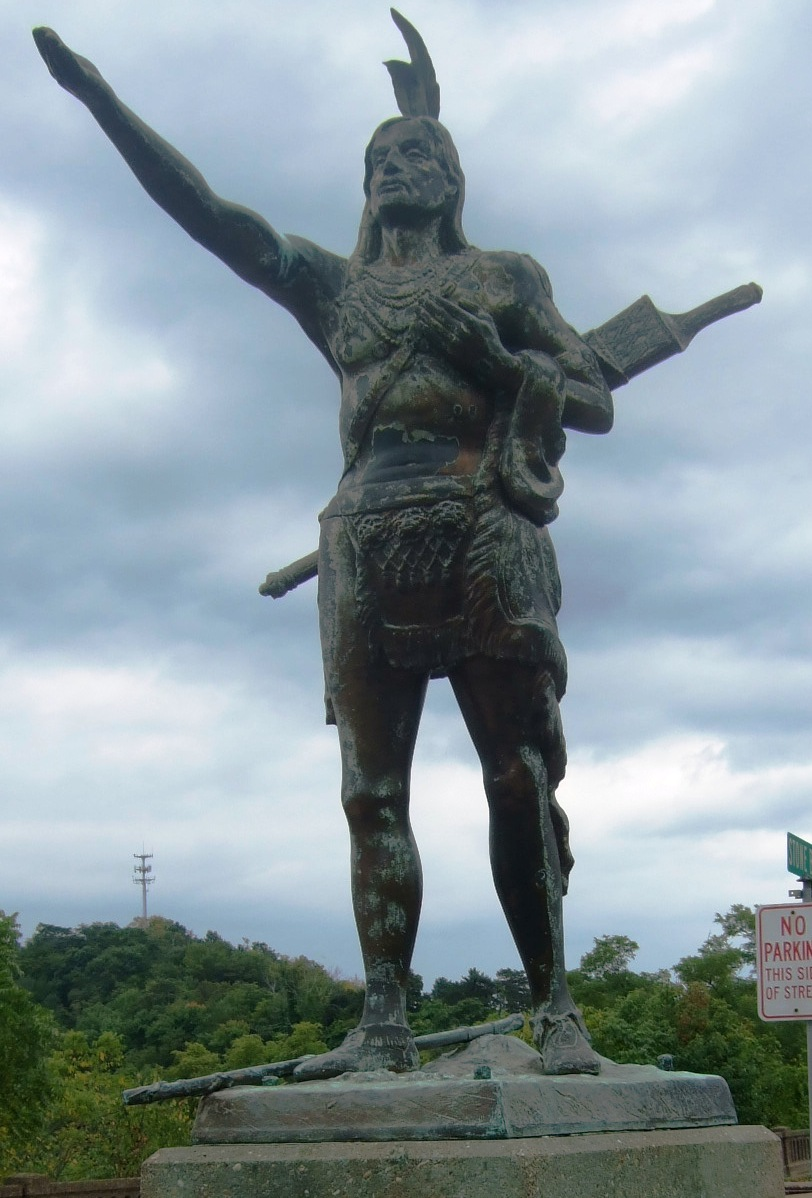
Statue représentant un Mingo à Wheeling en Virginie-Occidentale.

Les Mingos sont un peuple amérindien d'origine iroquoise, qui habitaient la région de l'Ohio au milieu du XVIIIe siècle. Les Anglais les appelaient les mingos, qui provient du mot mingwe en algonquin. La majorité a émigré vers le Kansas et plus tard vers l'État de l'Oklahoma. Ils sont reconnus depuis 1937 comme les descendants des Seneca-Cayuga de l'Oklahoma.